# کلسی سروا
کلسی سروا (انگلیسی: Kelsey Serwa؛ زادهٔ ۱ سپتامبر ۱۹۸۹) ورزشکار اسکی نمایشی اهل کانادا است.
وی در مسابقات کشوری و بین‌المللی در مجموع برندهٔ ۴ مدال طلا، ۱ مدال نقره، ۱ مدال برنز شده‌است.